# Kim Dong-joo
Dans ce nom coréen, le nom de famille, Kim, précède le nom personnel.
Kim Dong-joo (né le 3 février 1976 à Séoul, Corée du Sud) est un joueur coréen de baseball qui joue avec les Doosan Bears de Séoul dans la ligue sud-coréenne de baseball.
Il a obtenu la médaille d'or de baseball lors des jeux asiatiques 1998 à Bangkok de la Thaïlande et lors des Jeux asiatiques 2002 à Pusan, la médaille de bronze de baseball lors des jeux olympiques 2000 à Sydney et la médaille d'or de baseball lors des jeux olympiques 2008 à Pékin.
Il a obtenu la 3e place à la Classique mondiale de baseball 2006.

## Statistiques de joueur
(janvier 2012).
Sa qualité peut être largement améliorée en utilisant un vocabulaire plus directement compréhensible.
| Saison        | Âge           | Équipe        | Ligue         | Jeux | AB   | R   | H    | 2B  | 3B | HR  | RBI | SB | CS | BB  | SO  | AVE   | OBP   | SLG   | BA   | SH | SF | HBP | GDP |
| ------------- | ------------- | ------------- | ------------- | ---- | ---- | --- | ---- | --- | -- | --- | --- | -- | -- | --- | --- | ----- | ----- | ----- | ---- | -- | -- | --- | --- |
| 1998          | 22            | OB Bears      | LCB           | 125  | 457  | 69  | 121  | 21  | 1  | 24  | 89  | 4  |    | 29  | 87  | 0.265 | 0.310 | 0.473 | 216  | 16 |    | 8   | 14  |
| 1999          | 23            | Doosan Bears  | LCB           | 114  | 399  | 62  | 128  | 25  | 3  | 22  | 84  | 2  |    | 41  | 53  | 0.321 | 0.394 | 0.564 | 225  | 5  |    | 10  | 9   |
| 2000          | 24            | Doosan Bears  | LCB           | 127  | 469  | 78  | 159  | 29  | 1  | 31  | 106 | 5  |    | 51  | 65  | 0.339 | 0.414 | 0.603 | 283  | 6  |    | 13  | 17  |
| 2001          | 25            | Doosan Bears  | LCB           | 103  | 364  | 49  | 118  | 18  | 0  | 18  | 62  | 2  |    | 47  | 57  | 0.324 | 0.401 | 0.522 | 190  | 6  |    | 4   | 10  |
| 2002          | 26            | Doosan Bears  | LCB           | 120  | 415  | 63  | 132  | 21  | 0  | 26  | 79  | 1  |    | 52  | 61  | 0.318 | 0.405 | 0.557 | 231  | 7  |    | 13  | 8   |
| 2003          | 27            | Doosan Bears  | LCB           | 118  | 401  | 61  | 137  | 23  | 2  | 23  | 89  | 3  |    | 79  | 53  | 0.342 | 0.450 | 0.581 | 233  | 13 |    | 11  | 15  |
| 2004          | 28            | Doosan Bears  | LCB           | 124  | 430  | 72  | 123  | 19  | 1  | 19  | 76  | 4  |    | 69  | 67  | 0.286 | 0.402 | 0.467 | 201  | 2  |    | 16  | 14  |
| 2005          | 29            | Doosan Bears  | LCB           | 94   | 268  | 51  | 81   | 13  | 1  | 10  | 50  | 1  |    | 57  | 38  | 0.302 | 0.444 | 0.470 | 126  | 1  |    | 12  | 10  |
| 2006          | 30            | Doosan Bears  | LCB           | 43   | 140  | 19  | 35   | 7   | 0  | 4   | 16  | 0  |    | 23  | 17  | 0.250 | 0.360 | 0.386 | 54   | 0  |    | 1   | 7   |
| 2007          | 31            | Doosan Bears  | LCB           | 119  | 382  | 68  | 123  | 24  | 0  | 19  | 78  | 11 |    | 83  | 55  | 0.322 | 0.457 | 0.534 | 204  | 2  |    | 14  | 10  |
| 2008          | 32            | Doosan Bears  | LCB           | 109  | 363  | 55  | 112  | 12  | 2  | 18  | 104 | 2  | 2  | 63  | 54  | 0.309 | 0.415 | 0.501 | 182  | 13 |    | 12  | 11  |
| Total carrera | Total carrera | Total carrera | Total carrera | 1196 | 4088 | 647 | 1269 | 212 | 11 | 214 | 833 | 35 |    | 594 | 607 | 0.310 | 0.413 | 0.514 | 2145 | 71 |    | 114 | 125 |